# Cyril Revillet
Cyril Revillet (Aubagne, 13 novembre 1974) è un ex calciatore francese, di ruolo centrocampista.

## Carriera

### Calciatore
Ha giocato unicamente in patria, in particolare in Division 2 con le maglie di Olympique Marsiglia, Charleville, Le Mans e Wasquehal e per una stagione, mettendo insieme solamente 3 presenze, in Division 1 col Marsiglia. Con i marsigliesi in particolare vinse il campionato di Division 2 1994-1995, ma a causa delle irregolarità finanziarie non poté essere promosso. Nella stessa stagione gioca anche la sua unica partita internazionale, in Coppa UEFA contro il Sion. Il resto della carriera lo passa nelle serie minori francesi.

## Statistiche

### Presenze e reti nei club
Statistiche aggiornate al termine della carriera.
| Stagione                   | Squadra                    | Campionato                 | Campionato | Campionato | Coppe nazionali | Coppe nazionali | Coppe nazionali | Coppe continentali | Coppe continentali | Coppe continentali | Altre coppe | Altre coppe | Altre coppe | Totale | Totale |
| Stagione                   | Squadra                    | Comp                       | Pres       | Reti       | Comp            | Pres            | Reti            | Comp               | Pres               | Reti               | Comp        | Pres        | Reti        | Pres   | Reti   |
| -------------------------- | -------------------------- | -------------------------- | ---------- | ---------- | --------------- | --------------- | --------------- | ------------------ | ------------------ | ------------------ | ----------- | ----------- | ----------- | ------ | ------ |
| 1993-1994                  | Olympique Marsiglia        | D1                         | 3          | 0          | CF              | 0               | 0               | -                  | -                  | -                  | -           | -           | -           | 3      | 0      |
| 1994-1995                  | Olympique Marsiglia        | D2                         | 7          | 0          | CF+CdL          | 3+0             | 0               | CU                 | 1                  | 0                  | -           | -           | -           | 11     | 0      |
| Totale Olympique Marsiglia | Totale Olympique Marsiglia | Totale Olympique Marsiglia | 10         | 0          |                 | 3               | 0               |                    | 1                  | 0                  |             | -           | -           | 14     | 0      |
| 1995-1996                  | Olympique Marsiglia 2      | CFA                        | ?          | ?          | -               | -               | -               | -                  | -                  | -                  | -           | -           | -           | ?      | ?      |
| 1996-1997                  | Charleville                | D2                         | 40         | 4          | CF+CdL          | 0+1             | 0               | -                  | -                  | -                  | -           | -           | -           | 41     | 4      |
| 1997-1998                  | Le Mans                    | D2                         | 41         | 5          | CF+CdL          | 2+3             | 0               | -                  | -                  | -                  | -           | -           | -           | 46     | 5      |
| 1998-1999                  | Le Mans                    | D2                         | 36         | 3          | CF+CdL          | 5+0             | 2+0             | -                  | -                  | -                  | -           | -           | -           | 41     | 5      |
| Totale Le Mans             | Totale Le Mans             | Totale Le Mans             | 77         | 8          |                 | 10              | 2               |                    | -                  | -                  |             | -           | -           | 87     | 10     |
| 1999-2000                  | Wasquehal                  | D2                         | 32         | 2          | CF+CdL          | 0+1             | 0               | -                  | -                  | -                  | -           | -           | -           | 33     | 2      |
| 2000-2001                  | Wasquehal                  | D2                         | 25         | 0          | CF+CdL          | 2+0             | 0               | -                  | -                  | -                  | -           | -           | -           | 27     | 0      |
| Totale Wasquehal           | Totale Wasquehal           | Totale Wasquehal           | 57         | 2          |                 | 3               | 0               |                    | -                  | -                  |             | -           | -           | 60     | 2      |
| 2001-2002                  | Gazélec Ajaccio            | D2                         | 31         | 12         | CF+CdL          | 1+1             | 0               | -                  | -                  | -                  | -           | -           | -           | 33     | 12     |
| 2002-2003                  | Stade Beaucairois          | N                          | 14         | 2          | CF              | 0               | 0               | -                  | -                  | -                  | -           | -           | -           | 14     | 2      |
| 2003-2004                  | Tolone                     | CFA                        | 34         | 15         | CF              | 1               | 0               | -                  | -                  | -                  | -           | -           | -           | 35     | 15     |
| 2004-2005                  | Martigues                  | CFA                        | 10         | 3          | CF              | 0               | 0               | -                  | -                  | -                  | -           | -           | -           | 10     | 3      |
| 2005-2006                  | Cassis Carnoux             | CFA                        | ?          | ?          | CF              | ?               | ?               | -                  | -                  | -                  | -           | -           | -           | ?      | ?      |
| Totale carriera            | Totale carriera            | Totale carriera            | 273+       | 46+        |                 | 20+             | 2+              |                    | 1                  | 0                  |             | -           | -           | 294+   | 48+    |

## Palmarès

### Club

#### Competizioni nazionali
- Division 2: 1

Olympique Marsiglia: 1994-1995